# Прилипе
Прилипе (словен. Prilipe) — поселення в общині Брежиці, Споднєпосавський регіон, Словенія. Висота над рівнем моря: 177,1 м.